# Tornado satélite

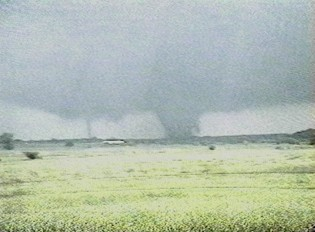
Ejemplo de un tornado satélite. El tornado de la derecha es el famoso tornado de Moore, registrado en 1999. El más pequeño a la izquierda es el tornado satélite.

Un tornado satélite es un tornado asociado a uno más grande. Éste es independiente del principal y no son considerados vórtices de succión. Las causas de su formación no están del todo claras.
Por lo general, están asociados con tornados grandes y muy intensos.